# مجموعة استراتيجية
مجموعة استراتيجية هي مصطلح يستخدم في الإدارة الاستراتيجية والتي تتشارك فيها المجموعات في صناعة ذات نماذج تجارية متشابهة أو لديها استراتيجيات مشتركة. في مجال إدارة المطاعم على سبيل المثال فيمكن تقسيم العمل على عدة مجموعات إستراتيجية وما إذا كانت هذة المطاعم ستقدم وجبات سريعة أو فاخرة بناء على عدة متغيرات مثل الزمن اللازم لإعداد الوجبة وسعرها وطريقة تقديمها عدد المجموعات داخل الصناعة وتقسيمها يعتمد على مقاييس مستخدمة لتعريف المجموعات. بروفيسوريو الإدارة الاستراتيجية ومستشاريها في العادة يستعملون مقياس ثنائي الأبعاد لوضع الشركات على طول الصناعة في مقياسيين مهمين لتمييز المنافسين الأنداد (ذوي الاستراتيجيات المتماثلة أو نماذج العمل المتشابهة) من المنافسين بشكل غير مباشر. الاستراتجية هي اتجاه ونطاق للمنظمة على المدى الطويل التي تحقق المزايا للمؤسسة بينما تشير الأعمال كيف ستولد الشركة العوائد أو تكسب المال.
هنت (1972) صاغ مصطلح المجموعات الاستراتيجية عندما كان يحلل صناعة الأدوات المنزلية بعدما اكتشف درجة عالية من الأنداد المتنافسين أكثر مما يفترض في نسب تركيز الصناعة. وعزا ذلك لوجود مجموعات فرعية في الصناعة تتنافس على أبعاد مختلفة يجعل التواطئ الضمني مستحيلا. هذه المجموعات الاستراتيجية غير المتماثلة تسببت بحصول الصناعات على الكثير من الابتكارات، والأسعار الأرخص، والجودة الأقل وربحية أقل من ماتتوقعه النماذج الاقتصادية الاعتيادية.
مايكل بورتر (1980) طور المفهوم وطبقه ضمن نظامه الشامل للتحليل الاستراتيجي. لقد شرح المجموعات الاستراتيجية بمفردات سماها عوائق النقل. وهي شبيهة بموانع الدخول للصناعات، عدا انها تنطبق داخل الصناعة. وبسبب عوائل النقل هذه الشركة يمكنها الوصول إلى مجموعة إستراتيجية واحدة أو أكثر. المجموعات الاستراتيجية لا تخلط بين استراتيجيات بورتر العامة وهي استراتيجيات داخلية ولا تعكس التنوع في أساليب الاستراتيجيات داخل الصناعة. في الأصل، التحليلات بين تفاوت الصناعات في السلوك التنافسي وأداء المؤسسات كان مرتكزاً أساساً على استخدام البيانات المالية والمحاسبية. دراية المجموعات الاستراتيجية من ناحية إداركية، اكتسبت أهمية بالغة خلال السنوات الماضية (هودجكينسون 1997).

## تحليل المجموعات الاستراتيجية
تحليل المجموعات الاستراتيجية يهدف إلى تحديد المنظمات التي تحمل نفس الصفات الاستراتيجية وتتبع نفس الاستراتيجيات أو التنافس في نفس الأسس. مجموعات كهذه يكمن في العادة أن تعرف باستخدام اثنان أو ثلاثة مجموعات من الصفات كأساس للمنافسة. أمثلة على تحليل المجموعات الاستراتيجية:
- زيادة تنوع المنتج (أو الخدمة).
- إتساع التغطية الجغرافية.
- عدد قطاعات السوق المخدومة.
- قنوات التوزيع المستعملة.
- مدى العلامة التجارية.
- الجهد التسويقي.
- مستوى التكامل الرأسي.
- جودة المنتج (أو الخدمة).
- سياسة التسعير.

استخدام تحليل المجموعات الاستراتيجية هذا التحليل مفيد بأكثر من وجه. 
- يساعد في معرفة من هم المنافسون المباشرون وعلى أي أسس ينافسون.
- يشير التساؤل كيف يمكن للمنظمات الأخرى أن تنتقل من مجموعة إستراتيجية إلى أخرى.
- رسم المجموعات الاستراتيجية يمكن أن يستخدم في التعرف على الفرص.
- من الممكن أن يساعد في تحديد المشكلات الاستراتيجية.